# Raveniopsis nubicola
Raveniopsis nubicola är en vinruteväxtart som beskrevs av Richard Sumner Cowan. Raveniopsis nubicola ingår i släktet Raveniopsis och familjen vinruteväxter. Inga underarter finns listade i Catalogue of Life.